# Nouville
Nouville (ehemals Île Nou) ist eine Insel in der Hauptstadt Nouméa im französischen Überseegebiet Neukaledonien. Auf ihr befinden sich u. a. die Universität Neukaledonien, eine Pädagogische Hochschule, das Lycée polyvalent Jules Garnier, ein Krankenhaus, ein Theater, ein Museum, ein Messegelände, eine Strafvollzugsanstalt und ein Teil des Hafens von Nouméa.

## Geographie
Die 5 km lange und meist ein Kilometer breite Insel ist seit 1972 durch Erdaufschüttung und eine Brücke mit dem Festland verbunden und dadurch aus französischer Sicht eine Halbinsel („presque'île“) geworden, die in Nouville umbenannt wurde. Die von Osten nach Westen verlaufende Hauptstraße ist die Avenue James Cook, die über diese Brücke und das Hafengelände zum Stadtzentrum führt. Sie wird täglich von rund 10.000 Fahrzeugen befahren. Die höchste Erhebung ist der Mont Téréka (127 m).

## Geschichte
Im Jahr 1853 siedelte sich der britische Händler James Paddon auf der Île Nou an. Er erwarb sie vom Oberhäuptling Kuindo und eröffnete ein Handelskontor, eine Kalkbrennerei sowie eine Tischlerei für den Bootsbau. Da die Geschäfte schlecht liefen, ließ er sich in Australien nieder. Die französische Kolonialverwaltung war jedoch an seiner Insel für die Errichtung eines Straflagers (Bagne) interessiert und bot ihm für den Verkauf 40.000 Francs sowie 4000 ha Land in Païta.

### Straflager
Frankreich begann 1863 mit dem Bau des ersten Bagne in Neukaledonien, zu dem verurteilte Straftäter aus Frankreich – darunter auch politische Gefangene – geschickt wurden, um die neue Kolonie nach dem Ende ihrer Haftstrafe zu besiedeln. Ein Jahr später erreichte das Schiff Iphigénie mit 250 Strafgefangenen aus Toulon die Insel. Sie wurden zum Aufbau der Infrastruktur wie dem Bau von Verwaltungsgebäuden, Kirchen, Häfen, Straßen, die Trockenlegung von Sümpfen usw. eingesetzt. Das Bagne wurde 1931 geschlossen und die meisten Gebäude waren dem Verfall preisgegeben. In einem der Gebäude wurden im Jahr 1941 Japaner untergebracht, die in Neukaledonien lebten und im Zuge des Zweiten Weltkrieges nach Australien transferiert wurden. Die ehemalige Kirche wurde 2000 in das bedeutendste Theater Nouméas und die ehemalige Bäckerei 2018 in ein Museum umgewandelt. Es war an diesem geschichtsträchtigen Ort, im Théâtre de l'Île, wo der französische Präsident Emmanuel Macron am 5. Mai 2018, dem letzten Tag seines historischen Besuchs in Neukaledonien, seine bedeutungsvolle Rede vor dem Unabhängigkeitsreferendum 2018 hielt, in der er bekräftigte: „Frankreich würde nicht das Gleiche sein ohne Neukaledonien“ (la France ne serait pas la même sans la Nouvelle-Calédonie).

### Fort Téréka
1877 wurde im Kontext des Deutsch-Französischen Krieges auf dem Mont Téréka ein Fort errichtet. Es ist mit vier Kanonen auf Schienen à 138,6 mm ausgestattet und umfasst außerdem einen Pulverturm, Festungsgräben, eine Brücke, ein Glacis sowie einen langen Tunnel, der von der Festung zur Straße führt. Nach einem Beschluss des französischen Kolonialministeriums wurde es 1906 abgerüstet. 1978 wurde die Festungsanlage als historisches Monument klassifiziert.

## Tourismus
Die Insel wurde am westlichen Ende mit dem Bau des Hotels Kuendo Beach an der gleichnamigen Bucht (nach dem Oberhäuptling Kuindo benannt) für den Tourismus erschlossen. Es war das erste Resort in Neukaledonien, das in den 1990er Jahren im Meer Bungalows auf Stelzen errichtete. Der Strand wird besonders auch abends von den Stadtbewohnern für den Sonnenuntergang aufgesucht. Gelegentlich wird vor Haien gewarnt. Die Steilküste und der Hügel am Kuendo-Strand sind beliebte Startplätze von Gleitschirmfliegern.

## Galerie

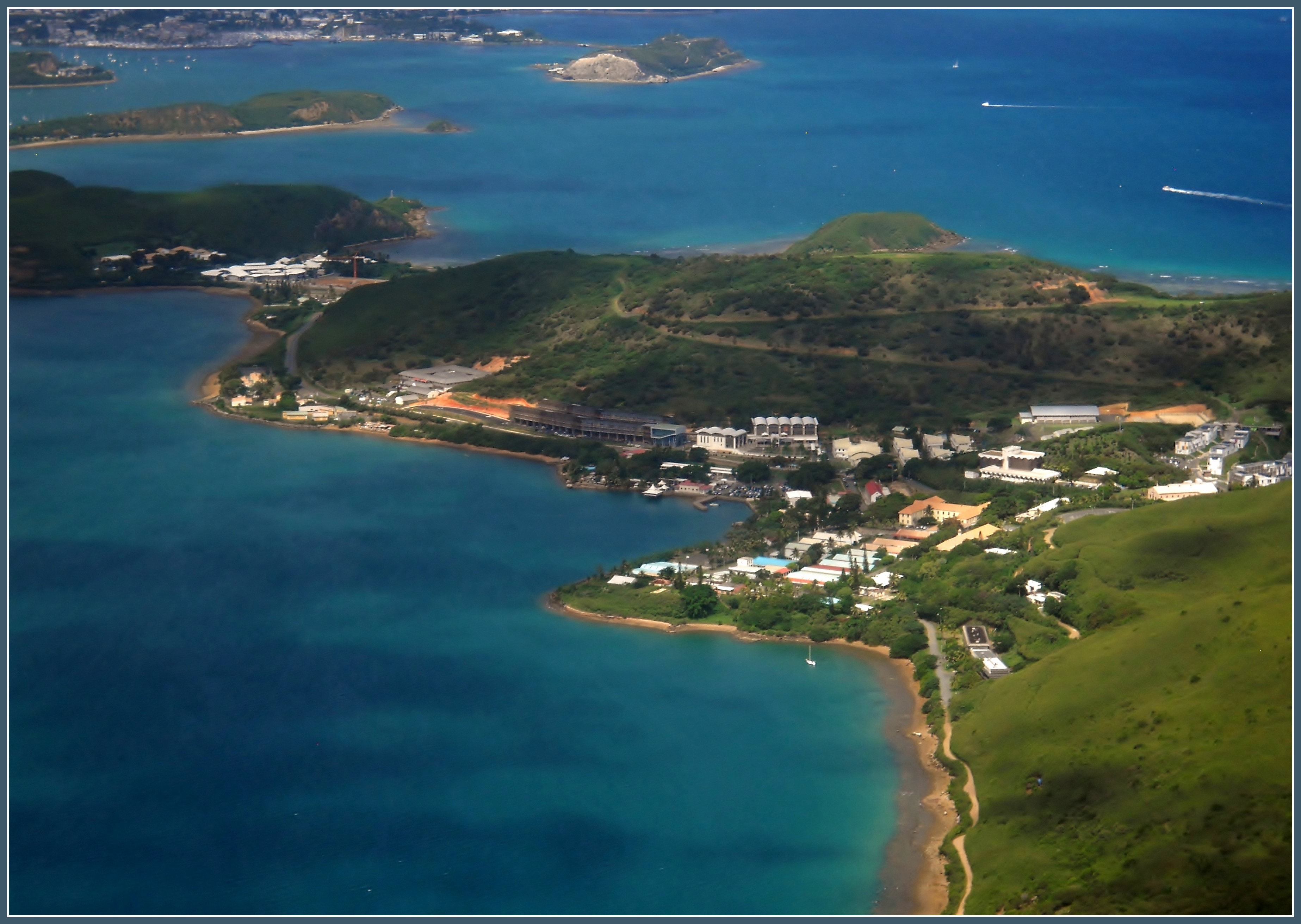
Universität von Neukaledonien
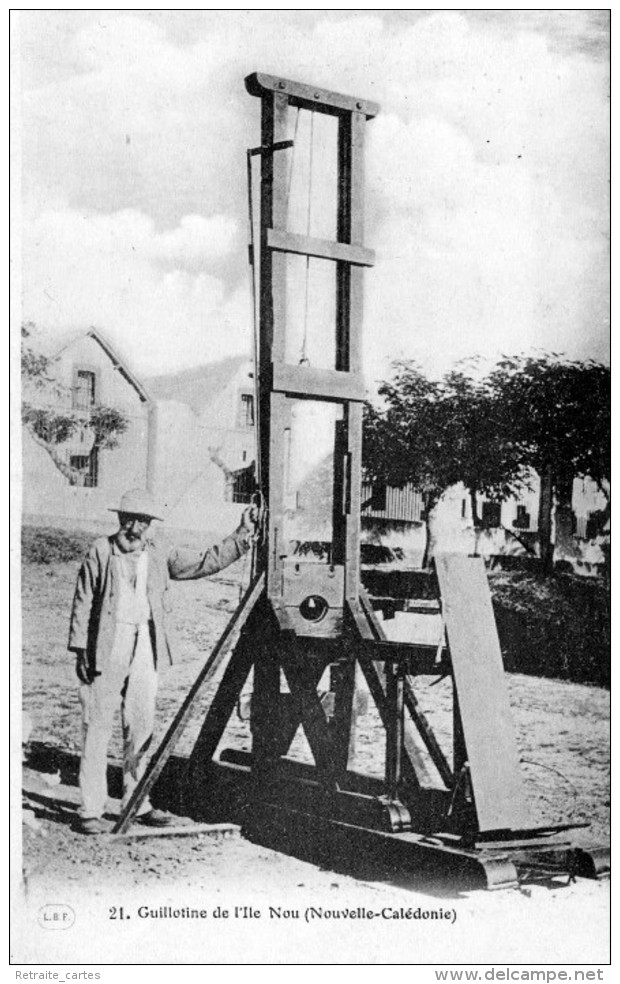
Guillotine des Straflagers auf der Île Nou
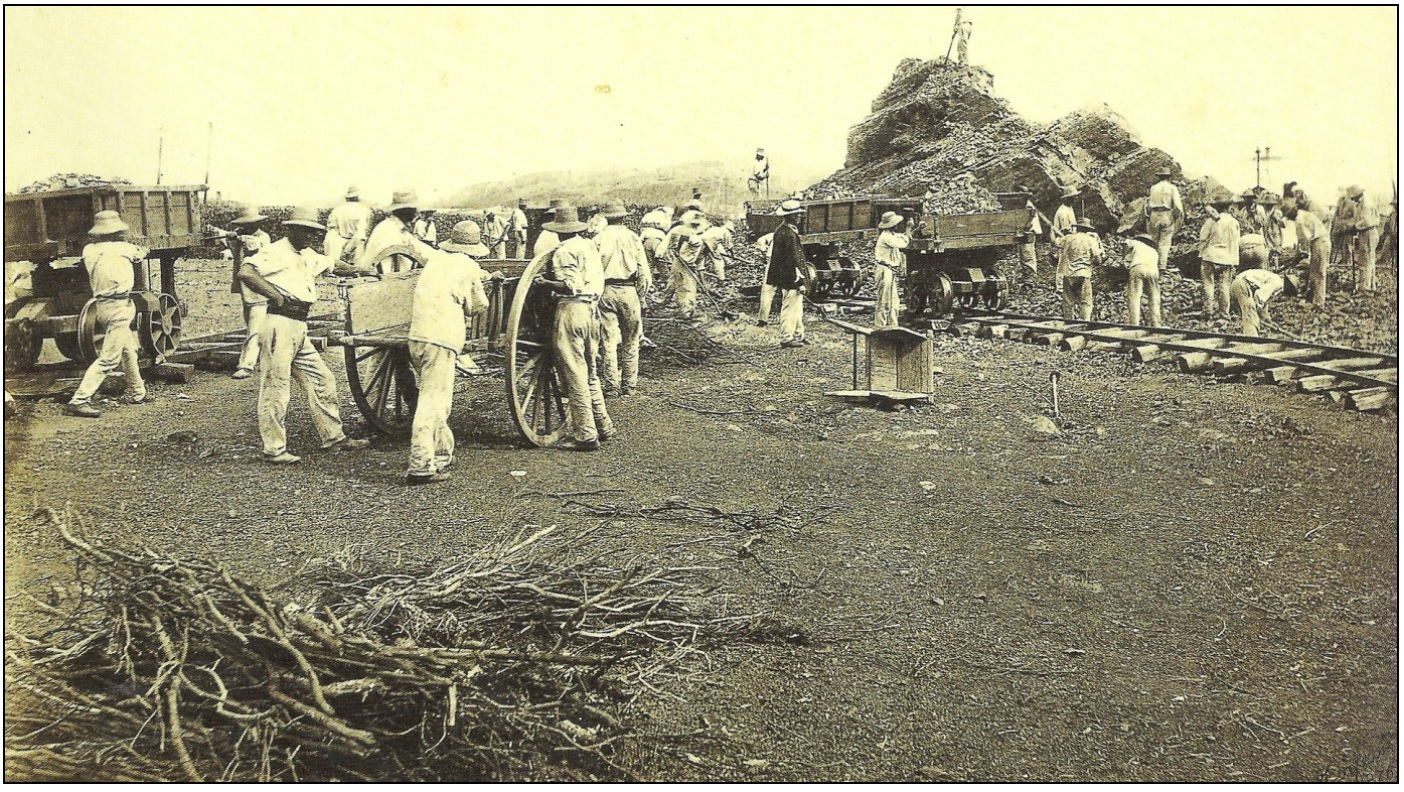
Strafgefangene des Bagne tragen in Nouméa den Conneau-Hügel ab, um mit dem Gestein das spätere Stadtzentrum trockenzulegen (um 1875)
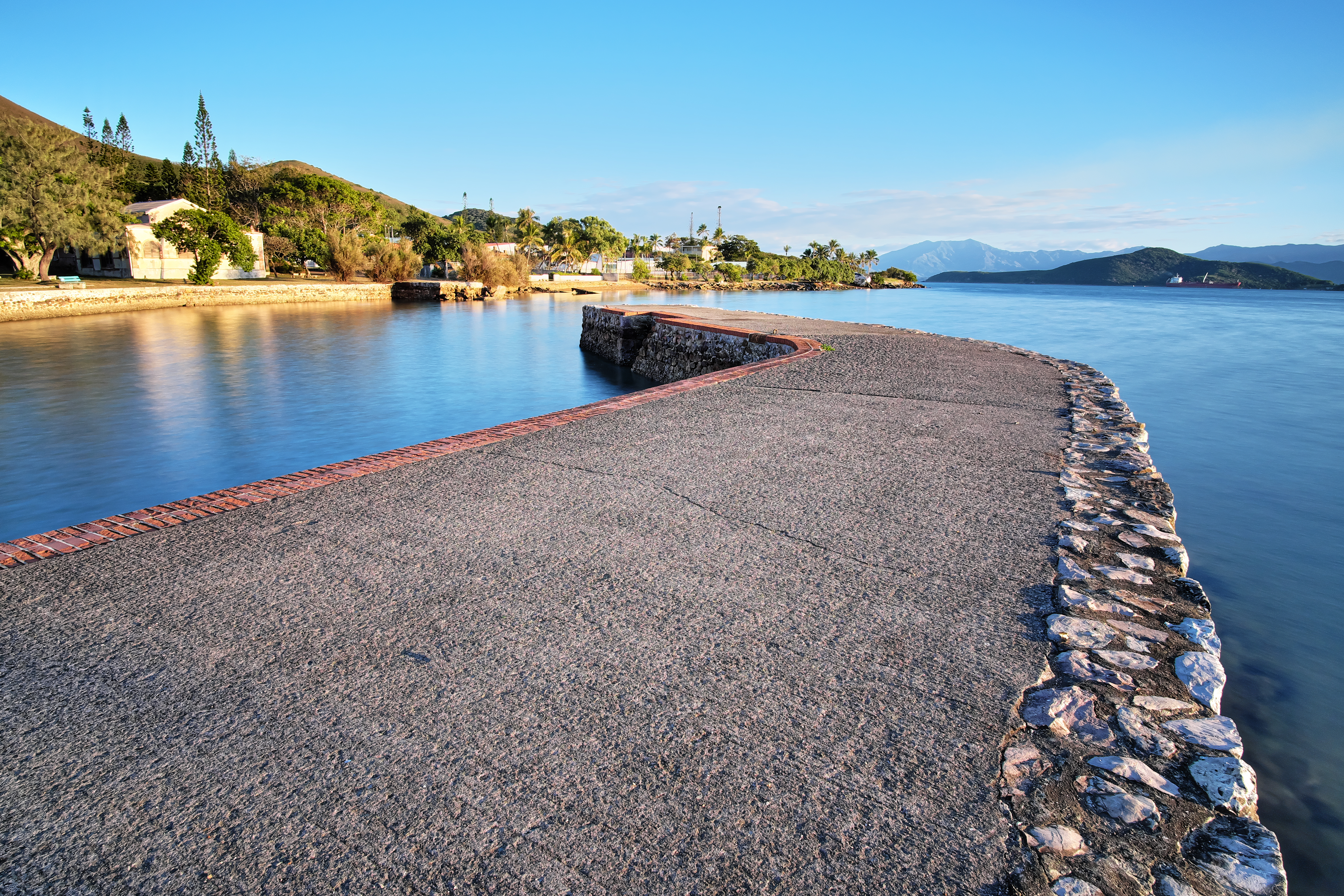
Anlegebrücke von Nouville
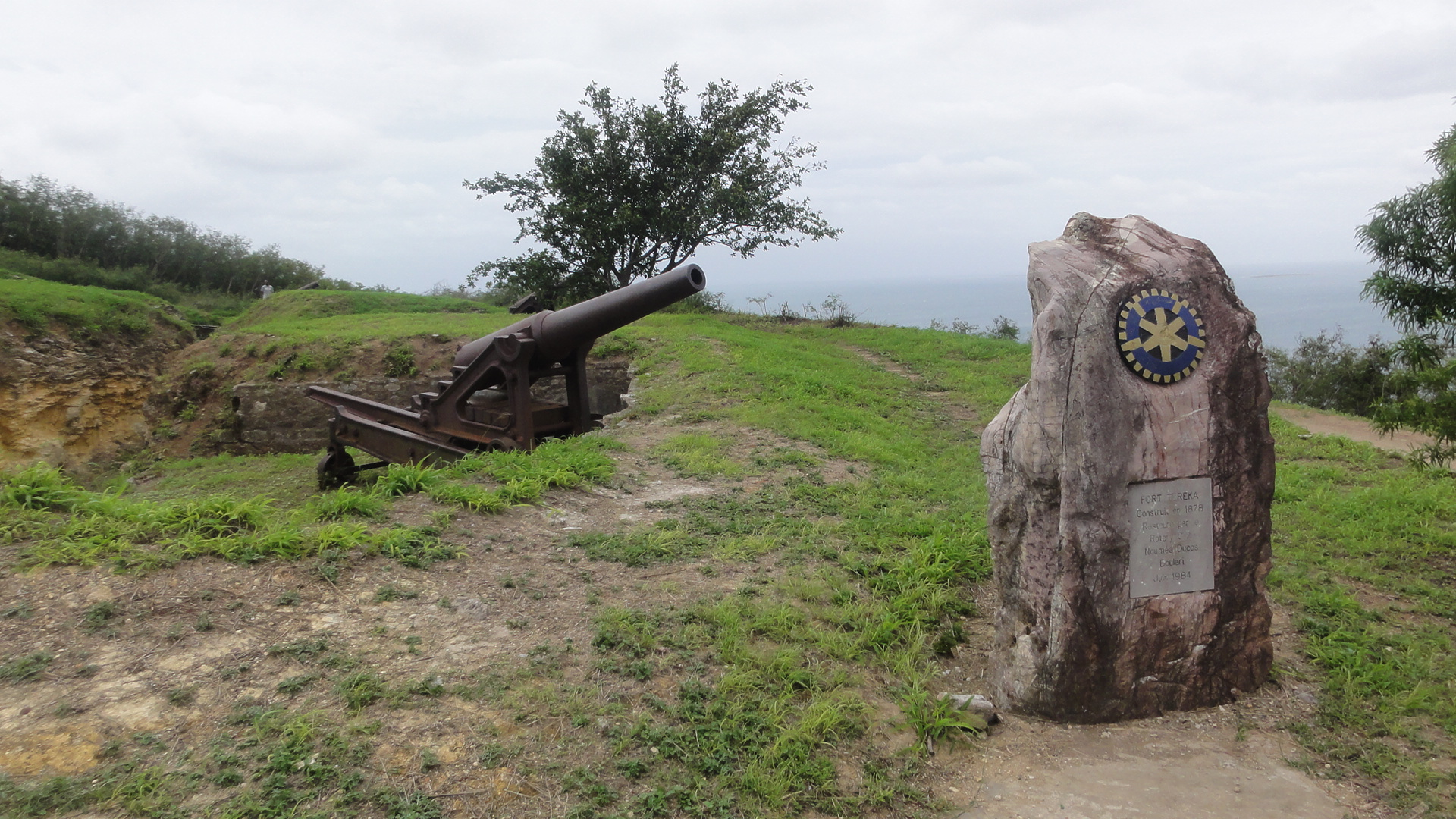
Kanone des Fort Téréka im Norden der Insel
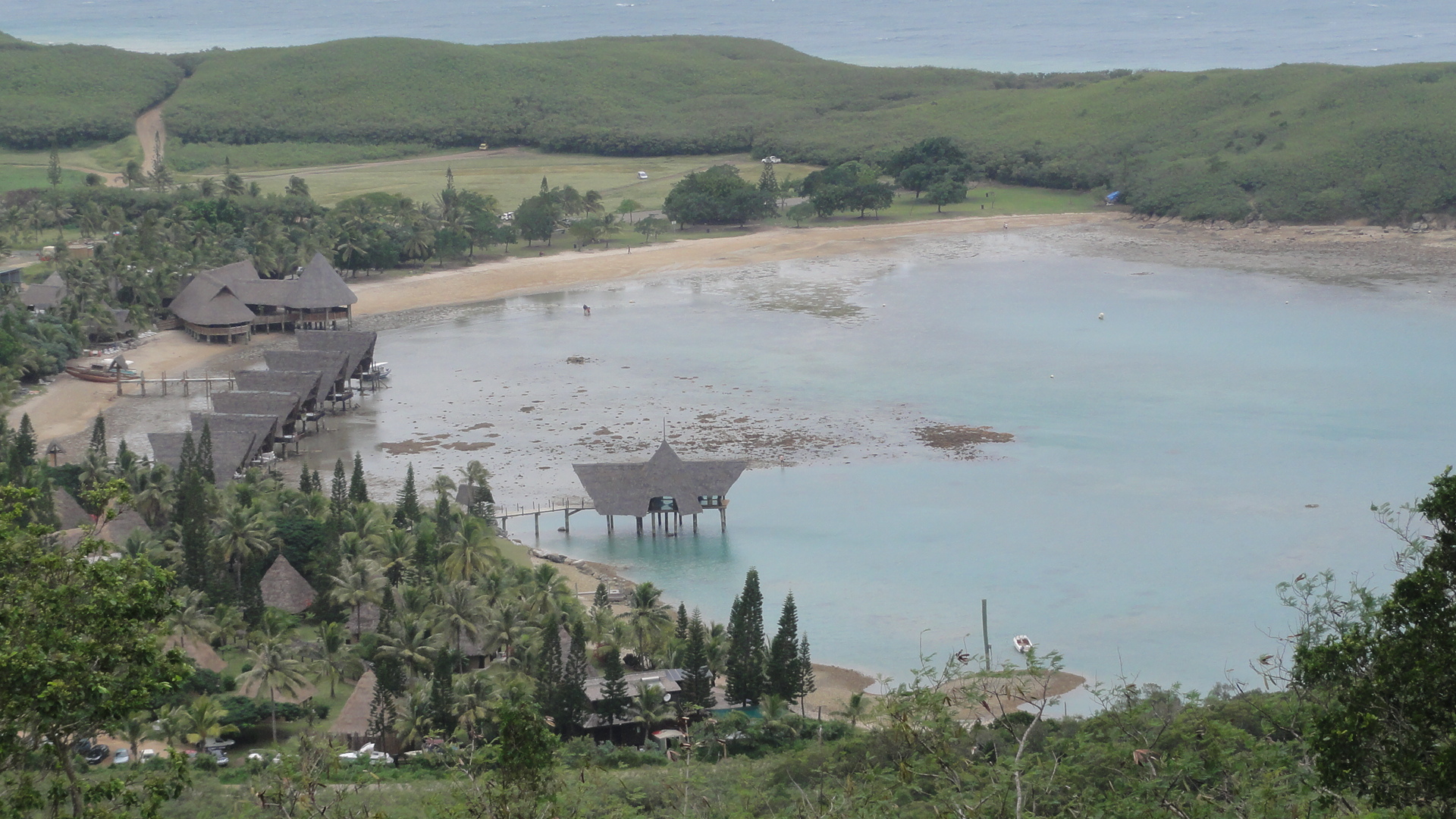
Bucht von Kuendo mit Hotel